# Rafael Cabrera-Bello
Rafael "Rafa" Cabrera-Bello (nascido em 25 de maio de 1984) é um golfista profissional espanhol.

## Carreira
Irá representar a Espanha no golfe nos Jogos Olímpicos de Verão de 2016, no Rio de Janeiro, Brasil.